# Michèle Mouton
Michèle Mouton (* 23. Juni 1951 in Grasse) ist eine ehemalige französische Rallyefahrerin. Sie gilt als die erfolgreichste und bekannteste Rallyefahrerin der Motorsport-Geschichte. Seit 2011 ist sie offizielle WRC-Managerin der Fédération Internationale de l’Automobile (FIA).

## Karriere
Michèle Mouton gelang als erster Frau der Gesamtsieg bei einem Rallye-Weltmeisterschaftslauf, als sie 1981 die Rallye San Remo mit ihrer Beifahrerin Fabrizia Pons auf einem Audi quattro gewann. Siege bei der Rallye Portugal, der Rallye Griechenland und der Rallye Brasilien folgten im Jahr darauf. Dennoch verlor sie 1982 die Fahrerweltmeisterschaft knapp gegen Walter Röhrl auf Opel Ascona 400. Gemeinsam mit Stig Blomqvist und Hannu Mikkola gewann sie für Audi die Marken-Weltmeisterschaft desselben Jahres.
1984 gewann sie die Open Rally Class (den Vorläufer der Unlimited Class) beim Pikes-Peak-Bergrennen in den USA, nachdem der bis dahin mit 11 Sekunden in Führung liegende Norweger Martin Schanche nach etwa einem Drittel der Distanz einen Reifenschaden erlitten hatte. 1985 sicherte sie sich dann dort in einem Audi Sport quattro als erste Fahrerin mit einem neuen Streckenrekord den Gesamtsieg. 1986 war sie die erste und bislang einzige Frau, die die Deutsche Rallye-Meisterschaft gewann.
Nach mehreren schweren Unfällen verbot die FIA 1986 die weitere Verwendung von Gruppe-B-Fahrzeugen im Rahmen der Rallye-Weltmeisterschaft. Kurz danach beendete Mouton ihre Karriere. Seit 1988 organisiert sie mit ihrem ehemaligen Lebensgefährten, dem Schweden Fredrik Johnsson, das alljährliche Race of Champions.
2021 erschien der Dokumentarfilm Queen of Speed der britischen Regisseurin Barbie MacLaurin über Moutons Karriere, der 2022 dreifach ausgezeichnet wurde.

## Auszeichnungen und Ehrungen
- ADAC Motorsportler des Jahres 1986
- Ritter der Ehrenlegion durch den französischen Staatspräsidenten Nicolas Sarkozy (2011)

## Statistik

### WRC-Ergebnisse
| Jahr | Team                       | Auto                     | 1       | 2     | 3     | 4       | 5       | 6       | 7       | 8       | 9       | 10    | 11      | 12      | 13  | Rang | Punkte |
| ---- | -------------------------- | ------------------------ | ------- | ----- | ----- | ------- | ------- | ------- | ------- | ------- | ------- | ----- | ------- | ------- | --- | ---- | ------ |
| 1974 | Michèle Mouton             | Alpine-Renault A110 1800 | MON C   | SWE C | POR   | KEN     | GRE C   | FIN     | ITA     | CAN     | USA     | GBR   | FRA 12  |         |     | –    | *      |
| 1975 | Michèle Mouton             | Alpine-Renault A110 1800 | MON     | SWE   | KEN   | GRC     | MAR     | POR     | FIN     | ITA     | FRA 7   | GBR   |         |         |     | –    | *      |
| 1976 | Michèle Mouton             | Alpine-Renault A110 1800 | MON 11  | SWE   | POR   | KEN     | GRC     | MAR     | FIN     | ITA DNF |         |       |         |         |     | –    | *      |
| 1976 | Michèle Mouton             | Alpine-Renault A310 V6   |         |       |       |         |         |         |         |         | FRA DNF | GBR   |         |         |     | –    | *      |
| 1977 | Michèle Mouton             | Autobianchi A112 Abarth  | MON 24  | SWE   | POR   | KEN     | NZL     | GRC     | FIN     | CAN     | ITA     |       |         |         |     | –    | *      |
| 1977 | Michèle Mouton             | Fiat 131 Abarth          |         |       |       |         |         |         |         |         |         | FRA 8 | GBR     |         |     | –    | *      |
| 1978 | Michèle Mouton             | Lancia Stratos HF        | MON 7   | SWE   | KEN   | POR     | GRC     | FIN     | CAN     | ITA     | CIV     |       |         |         |     | –    | *      |
| 1978 | Michèle Mouton             | Fiat 131 Abarth          |         |       |       |         |         |         |         |         |         | FRA 5 | GBR     |         |     | –    | *      |
| 1979 | Fiat France                | Fiat 131 Abarth          | MON 7   | SWE   | POR   | KEN     | GRC     | NZL     | FIN     | CAN     | ITA     | FRA 5 | GBR     | CIV     |     | 21   | 12     |
| 1980 | Fiat France                | Fiat 131 Abarth          | MON 7   | SWE   | POR   | KEN     | GRC     | ARG     | FIN     | NZL     | ITA     | FRA 5 | GBR     | CIV     |     | 23   | 12     |
| 1981 | Audi Sport                 | Audi Quattro             | MON DNF | SWE   | POR 4 | KEN     | FRA DNF | GRC DNF | ARG     | BRA     | FIN 13  | ITA 1 | CIV     | GBR DNF |     | 8    | 30     |
| 1982 | Audi Sport                 | Audi Quattro             | MON DNF | SWE 5 | POR 1 | KEN     | FRA 7   | GRC 1   | NZL DNF | BRA 1   | FIN DNF | ITA 4 | CIV DNF | GBR 2   |     | 2    | 97     |
| 1983 | Audi Sport                 | Audi Quattro A1          | MON DNF | SWE 4 | POR 2 | KEN 3   |         |         |         |         |         |       |         |         |     | 5    | 53     |
| 1983 | Audi Sport                 | Audi Quattro A2          |         |       |       |         | FRA DNF | GRC DNF | NZL DNF | ARG 3   | FIN 16  | ITA 7 | CIV     | GBR DNF |     | 5    | 53     |
| 1984 | Audi Sport                 | Audi Quattro A2          | MON     | SWE 2 | POR   | KEN DNF | FRA     |         |         |         |         |       |         |         |     | 12   | 25     |
| 1984 | Audi Sport                 | Audi Sport Quattro       |         |       |       |         |         | GRC DNF | NZL     | ARG     | FIN DNF | ITA   | CIV     | GBR 4   |     | 12   | 25     |
| 1985 | Audi Sport                 | Audi Sport Quattro       | MON     | SWE   | POR   | KEN     | FRA     | GRC     | NZL     | ARG     | FIN     | ITA   | CIV DNF | GBR     |     | –    | 0      |
| 1986 | Peugeot Talbot Deutschland | Peugeot 205 Turbo 16     | MON DNF | SWE   | POR   | KEN     |         |         |         |         |         |       |         |         |     | –    | 0      |
| 1986 | Peugeot Talbot Sport       | Peugeot 205 Turbo 16 E2  |         |       |       |         | FRA DNF | GRC     | NZL     | ARG     | FIN     | CIV   | ITA     | GBR     | USA | –    | 0      |

Bemerkung:
- Von 1973 bis 1978 fand noch keine Fahrerweltmeisterschaft statt.

### Le-Mans-Ergebnisse
| Jahr | Team         | Fahrzeug    | Teamkollege       | Teamkollege         | Platzierung             |
| ---- | ------------ | ----------- | ----------------- | ------------------- | ----------------------- |
| 1975 | Société Esso | Moynet LM75 | Marianne Hoepfner | Christine Dacremont | Rang 21 und Klassensieg |